# Vermelho de quinaldina
Vermelho de quinaldina (quimicamente iodeto de 2-[4-(dimetilamino)estiril]-1-etilquinolínio) é um composto orgânico, um corante que é utilizado como indicador de pH com intervalo de viragem em pH 1,0 a 2,2, quando vira de incolor para vermelho.
É classificado com o número CAS 117-92-0, apresenta fórmula química C21H23IN2 e massa molecular de 430,33, ponto de fusão de 240 ºC. É insolúvel em água e solúvel em etanol..
Normalmente é formulado para uso em uma solução a 1 % em m/v em etanol.
Em solução a 5,3 mg /L em etanol, possui absorção máxima (λ) a 528 nm.
Apresenta reação fluorescente com ácidos nucleicos e possui aplicação em ensaios com DNA e RNA.